# Мартинс (муниципалитет)
Мартинс (порт. Martins) — муниципалитет в Бразилии, входит в штат Риу-Гранди-ду-Норти. Составная часть мезорегиона Запад штата Риу-Гранди-ду-Норти. Входит в экономико-статистический микрорегион Умаризал. Население составляет 7551 человек (2006). Занимает площадь 169,466 км². Плотность населения — 44,6 чел./км².

## История
Город основан в 1841 году.

## Статистика
- Валовой внутренний продукт на 2003 год составляет 15 019 967,00 реалов (данные: Бразильский институт географии и статистики).
- Валовой внутренний продукт на душу населения на 2003 год составляет 1968,28 реалов (данные: Бразильский институт географии и статистики).
- Индекс развития человеческого потенциала на 2000 год составляет 0,694 (данные: Программа развития ООН).

## География
Климат местности: тропический.